# Albert Heath
Albert Heath, detto Tootie (Filadelfia, 31 maggio 1935 – Santa Fe, 3 aprile 2024), è stato un batterista jazz - hard bop statunitense, fratello del sassofonista Jimmy Heath e del contrabbassista Percy Heath.

## Biografia
Registrò per la prima volta con John Coltrane nel 1957. Dal 1958 al 1974 suonò con J. J. Johnson, Wes Montgomery, Cedar Walton, Bobby Timmons, Kenny Drew, Dexter Gordon, Johnny Griffin, Herbie Hancock e la formazione di Art Farmer e Benny Golson.
Nel 1975 fondò insieme ai fratelli gli Heat Brothers, formazione che durò tre anni, fino al 1978 quando Albert decise di lasciare e di dedicarsi all'insegnamento della batteria.

## Discografia

### Come leader
- Kawaida (1970)
- Kwanza (The First) (1974)

### Partecipazioni
con John Coltrane:
- Coltrane (1957)
- Lush Life (1960)

con Nina Simone:
- Little Girl Blue (1958)
- Nina Simone and Her Friends (1959)

con Wes Montgomery:
- The Incredible Jazz Guitar of Wes Montgomery (1960)

con George Russel:
- George Russel Sextet at Beethoven Hall (1965)

con Herbie Hancock:
- The Prisoners (1969)

con Roberto Magris:
- Morgan Rewind: A Tribute to Lee Morgan Vol. 1 (JMood, 2012)
- One Night in with Hope and More Vol. 1 (JMood, 2012)
- One Night in with Hope and More Vol. 2 (JMood, 2013)